# ليز تشو
ليز تشو (بالإنجليزية: Liz Cho)‏ هي صحفية أمريكية، ولدت في 19 ديسمبر 1970.

## وصلات خارجية
- ليز تشو على موقع IMDb (الإنجليزية)